# Manh Chử Lĩnh
Manh Chử Lĩnh (tiếng Trung: 萌渚岭; bính âm: méngzhǔ lǐng), còn gọi là Danh Chử Lĩnh (名渚岭) là một dãy núi ở Quảng Tây và Hồ Nam của Trung Quốc, một trong năm dãy núi chính hình thành nên Ngũ Lĩnh. Manh Chử Lĩnh dài khoảng 130 kilômét (81 mi) nhìn chung có hướng đông bắc - tây nam từ Giang Vĩnh, Giang Hoa (Vĩnh Châu) ở phía nam Hồ Nam đến Bát Bộ và Phú Xuyên (Hạ Châu) ở phía đông bắc Quảng Tây. Đỉnh cao nhất trong dãy này là Mã Đường (马塘顶), cao 1.787 m.